# Иванов, Иван Иванович (государственный деятель)
Ива́н Ива́нович Ивано́в (сентябрь 1889, д. Попова, Прасковьинская волость, Старицкий уезд, Тверская губерния, Российская империя — 10 апреля 1941, Москва, СССР) ― советский государственный и партийный деятель. Первый секретарь Марийского областного комитета РКП(б) / ВКП(б) (1923—1926). Член ВЦИК и ЦИК СССР (1924—1927). Делегат XIII, XIV съездов РКП(б) / ВКП(б) (1924, 1925). Участник Февральской революции 1917 года и Гражданской войны.

## Биография
Родился в сентябре 1889 года в деревне Попова (ныне Старицкого района Тверской области) в крестьянской семье. В 1903 году окончил школу в родной деревне. Работал чернорабочим, в 1913—1918 — литейщиком военного завода в Петрограде. 
В 1911—1913 годах находился на армейской службе в Кронштадте. В феврале 1917 года стал членом РСДРП, принял участие в Февральской революции. С 1918 года в Пензе, участник Гражданской войны: организатор и руководитель частей Красной гвардии. В Пензе в 1918–1920 годах был председателем городского Совета, в 1920—1921 годах — заместителем председателя губернского исполкома, в 1922—1923 годах — заведующим орготделом губернского комитета РКП(б). 
Направлен в Краснококшайск: в 1923—1926 годах — первый секретарь Марийского обкома РКП(б) / ВКП(б), член Президиума Марийского ОБИК. В 1924—1927 годах был членом ВЦИК и ЦИК СССР, в 1924—1925 годах — делегатом XIII и XIV съездов РКП(б) / ВКП(б). Снят по обвинению в ряде недостойных члена ВКП(б) поступков и направлен на «низовую работу в рабочем районе».
С 1927 года был председателем Брянского профсоюза транспортных рабочих. В 1928 году переехал в Москву: заведующий отделом кадров областного профкома металлистов, с 1930 года — руководящий работник предприятий Центросоюза, с 1937 года — начальник ОКС, заместитель начальника Главного управления химического машиностроения.
Скончался 10 апреля 1941 года в Москве.  